# North American Immigrant Letters, Diaries and Oral Histories
North American Immigrant Letters, Diaries and Oral Histories ist eine in digitalisierter Form vorliegende Dokumentensammlung zur Einwanderung in die Vereinigten Staaten und nach Kanada in der Zeit von 1850 bis 1950. Sie umfasst über 100.000 Seiten.
Da die DFG eine Nationallizenz erworben hat, kann jede in Deutschland gemeldete Person mit Internetzugang die Sammlung kostenlos nutzen.

## Weblink
- Seite der DFG
,